# Tannin (Mythologie)

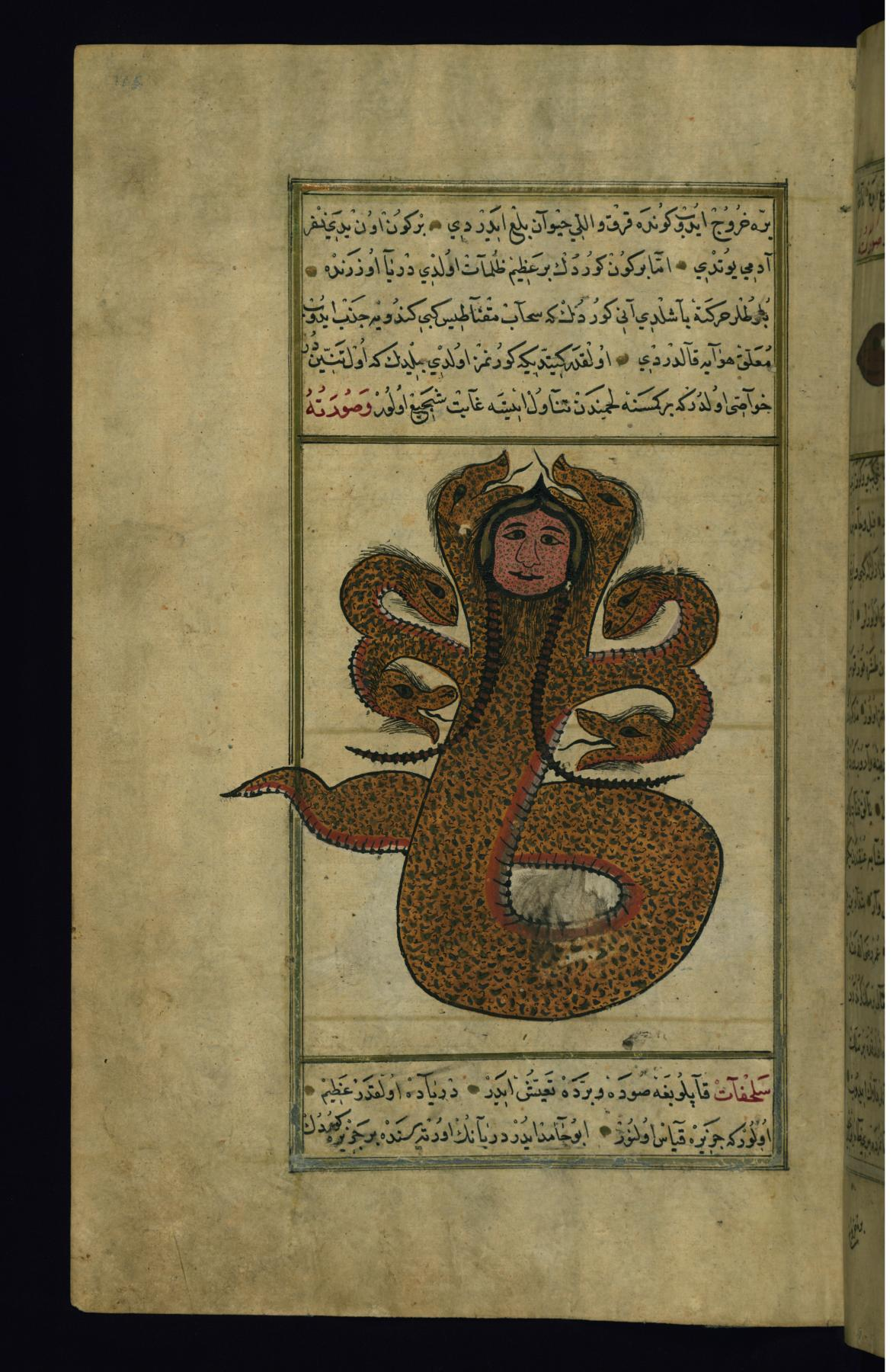
Der Drache Tannin (Darstellung von al-Qazwīnī (1203–1283))

Tannin (hebräisch תַּנִּין „Drache“) wird häufig als „Seeungeheuer“, „Ungeheuer“ oder auch „Schlange“ übersetzt, im modernen Gebrauch (Ivrit) als Krokodil. Tannin ist der urzeitliche „Drache“, der wie Leviathan im Meer lebt und von JHWH zerschmettert wird. Eine bedeutungsgleiche Parallele findet sich im Alten Testament bei Jesaia. Auch bei den Westsemiten ist Tannin ein drachenähnliches Ungeheuer und wird von der kanaanitischen Göttin Anat bekämpft.
Tannin (Ps 74,13) bildet zusammen mit dem echsenartigen Untier Leviathan (Ijob 40,25-41,26), mit Rahab (Ijob 26,12), Behemoth (Ijob 40,15-24) und diversen See-Ungetieren (Jona 2,1-11) die Fauna biblischer Ungeheuer.
Drachen und Schlangen gelten in der Bibel als Sinnbild des Bösen. Die Schlange tritt im Paradies als Widersacher der ersten Menschen auf und erreicht, dass Adam und Eva daraus vertrieben werden. In der Religion Israels bezwang Gott den furchterregenden Leviathan, ein vielköpfiges Meeresungeheuer. Doch auch die anderen kanaanäischen Namen des Chaosdrachen kannte man im alten Israel „... warst Du es nicht, der den Rahab in Stücke schnitt, der den Tannin durchbohrte?“ heißt es in Jesaja 51,9. Martin Luther (1483–1546) verstand jedoch diese „Tanninim“ des fünften Schöpfungstages (Genesis 1,21), die hier Gott vollkommen untergeordnete Geschöpfe sind, als große Fische. Die katholische Jerusalem-Bibel sprach von großen Seetieren. Der jüdische Religionsphilosoph und Bibelübersetzer Martin Buber (1878–1965) übersetzte den Begriff mit „großes Meeresungetüm“.